# 張大一
張 大一（チャン・デイル、Jang Dae-Il、朝鮮語: 장대일　1974年3月9日 - ）は、韓国の元サッカー選手。元韓国代表。ポジションはディフェンダー。

## 経歴
1997年に韓国代表デビュー。出場機会は無かったが1998 FIFAワールドカップのメンバーにも選ばれた。天安で15試合に出場した。

## 代表歴

### 出場大会
- 韓国代表
  - 1998 FIFAワールドカップ (グループリーグ敗退)

### 試合数
- 国際Aマッチ 15試合 0得点（1997年-1998年）[1]

| 韓国代表 | 国際Aマッチ | 国際Aマッチ |
| 年       | 出場        | 得点        |
| -------- | ----------- | ----------- |
| 1997     | 6           | 0           |
| 1998     | 9           | 0           |
| 通算     | 15          | 0           |